# Ambassade d'Autriche en France
L'ambassade d'Autriche en France est la représentation diplomatique de la république d'Autriche auprès de la République française. Son ambassadrice est, depuis 2024, Barbara Kaudel-Jensen.

## Ambassade

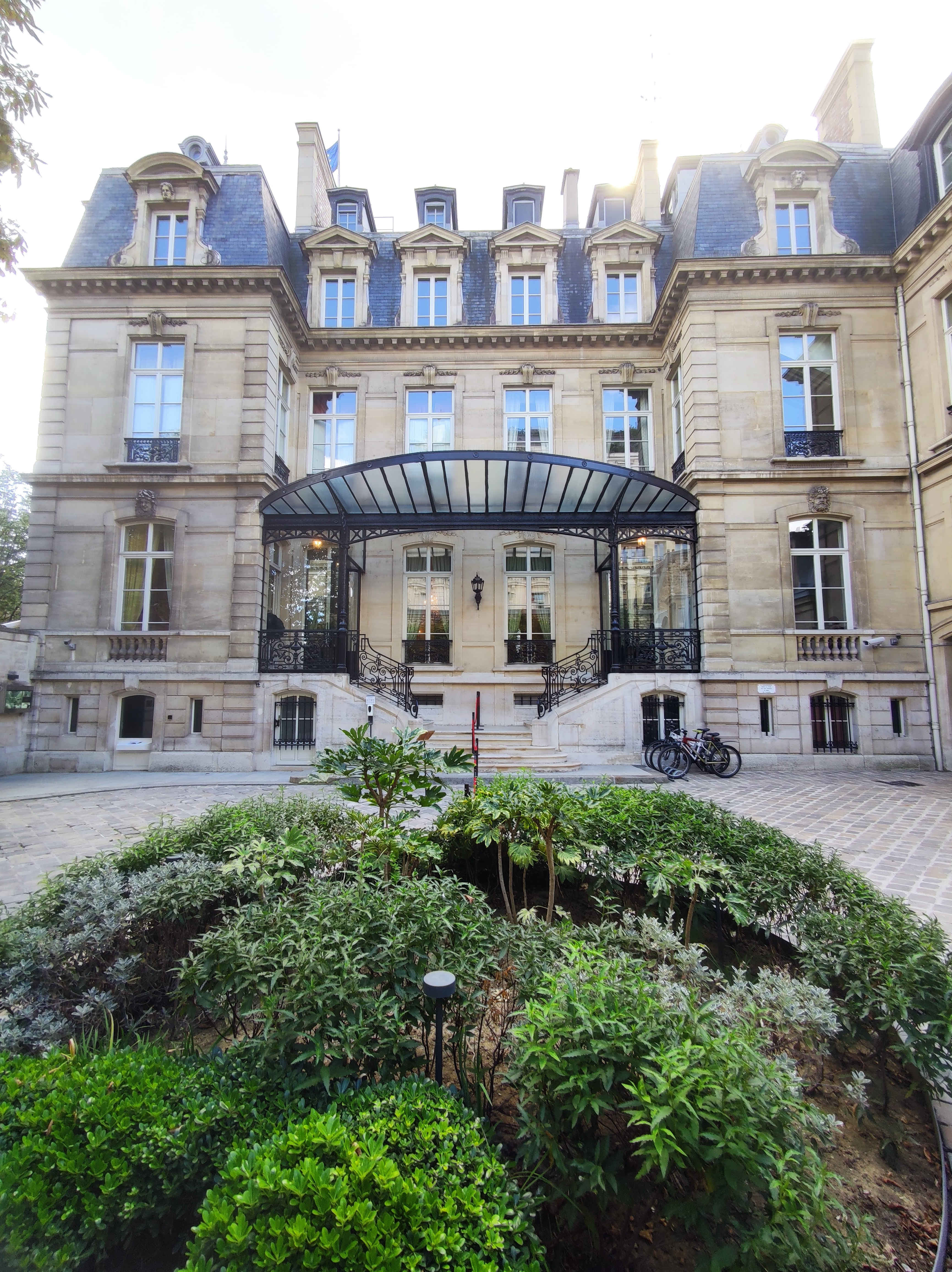
Façade sur cour de l’ambassade, rue Fabert.

Au début des années 1800, la résidence de l'ambassadeur siège temporairement à l'hôtel de Charost, 39 rue du Faubourg-Saint-Honoré, depuis devenu la résidence de l'ambassadeur du Royaume-Uni en France.
Sous le Premier Empire, la résidence de l'ambassadeur Schwarzenberg se déplace hôtel de Montesson mais les lieux sont détruits lors d'un tragique incendie en 1810.
Entre 1838 et 1849, l'ambassade se trouve à l'hôtel du Châtelet, puis de 1860 à 1869 à l'hôtel de Rothelin-Charolais.
En 1878, l'ambassade d'Autriche-Hongrie se trouve 9 rue Las-Cases (7e arrondissement de Paris) et entre 1888 et la Première Guerre mondiale à l'hôtel de Matignon (7e arrondissement). Dans les années 1900, son consulat général est installé 21 rue Laffitte (9e arrondissement).
Après la Grande Guerre, l'ambassade est déplacée 26 rue Beaujon, dans le 8e arrondissement.
Depuis 1949, les locaux de l'ambassade sont installés dans l'ancien hôtel d'Haussonville, 6, rue Fabert, à l'angle de la rue de l'Université, dans le 7e arrondissement.

## Résidence de l'ambassadeur
Entre mars 1826 et le 1er juin 1838 l'ambassadeur loue l'hôtel de Monaco au 121, rue Saint-Dominique dans le faubourg Saint-Honoré.
Cet hôtel particulier construit par Alexandre-Théodore Brongniart sur commande de Marie-Catherine Brignole nouvellement divorcée du prince Honoré III de Monaco est considéré comme bien national avant que le maréchal Davout ne l'acquière sur ordre de Napoléon. Dès 1817 lui-même et son épouse le louent.

## Ambassadeurs d'Autriche en France

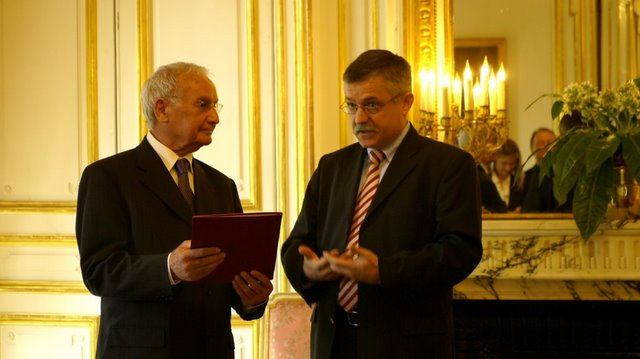
Hubert Heiss (à droite), qui a été ambassadeur d'Autriche en France entre 2007 et 2011, remet le prix autrichien pour la mémoire de l'Holocauste à Robert Hébras en 2008, à l'ambassade parisienne.

| Date de nomination                                              | Date de nomination                                              | Date de remise des lettres de créance                           | Date de remise des lettres de créance                           | Ambassadeur                                                     |
| En qualité d'envoyé extraordinaire et ministre plénipotentiaire | En qualité d'envoyé extraordinaire et ministre plénipotentiaire | En qualité d'envoyé extraordinaire et ministre plénipotentiaire | En qualité d'envoyé extraordinaire et ministre plénipotentiaire | En qualité d'envoyé extraordinaire et ministre plénipotentiaire |
| --------------------------------------------------------------- | --------------------------------------------------------------- | --------------------------------------------------------------- | --------------------------------------------------------------- | --------------------------------------------------------------- |
| ?                                                               |                                                                 | 28 février 1950                                                 | [ JORF 1 ]                                                      | Henri D. Schmid                                                 |
| En qualité d'ambassadeurs                                       |                                                                 |                                                                 |                                                                 |                                                                 |
| ?                                                               |                                                                 | 18 décembre 1951                                                | [ JORF 2 ]                                                      | Henri D. Schmid                                                 |
| ?                                                               |                                                                 | 9 juillet 1953                                                  | [ JORF 3 ]                                                      | Alois Vollgruber                                                |
| ?                                                               |                                                                 | 22 avril 1958                                                   | [ JORF 4 ]                                                      | Adrian Rotter (de)                                              |
| ?                                                               |                                                                 | 18 avril 1962                                                   | [ JORF 5 ]                                                      | Martin Fuchs                                                    |
| ?                                                               |                                                                 | 3 juillet 1969                                                  | [ JORF 6 ]                                                      | Ernst Lemberger (de)                                            |
| ?                                                               |                                                                 | 20 juin 1972                                                    | [ JORF 7 ]                                                      | Erich Bielka-Karltreu (de)                                      |
| ?                                                               |                                                                 | 18 septembre 1974                                               | [ JORF 8 ]                                                      | Otto Eiselsberg (de)                                            |
| ?                                                               |                                                                 | 27 avril 1983                                                   | [ JORF 9 ]                                                      | Eric Nettel                                                     |
| ?                                                               |                                                                 | 4 mars 1988                                                     | [ JORF 10 ]                                                     | Wolfgang Schallenberg                                           |
| ?                                                               |                                                                 | 15 février 1993                                                 | [ JORF 11 ]                                                     | Eva Nowotny                                                     |
| ?                                                               |                                                                 | 1er avril 1997                                                  | [ JORF 12 ]                                                     | Franz Ceska (de)                                                |
| ?                                                               |                                                                 | 20 février 2002                                                 | [ JORF 13 ]                                                     | Anton Prohaska                                                  |
| ?                                                               |                                                                 | 27 juin 2007                                                    | [ JORF 14 ]                                                     | Hubert Heiss                                                    |
| ?                                                               |                                                                 | 22 décembre 2011                                                | [ JORF 15 ]                                                     | Ursula Plassnik                                                 |
| 2017                                                            |                                                                 | 13 octobre 2017                                                 | [ JORF 16 ]                                                     | Walter Grahammer                                                |
| 2018                                                            |                                                                 | 12 avril 2019                                                   | [ JORF 17 ]                                                     | Michael Linhart (en)                                            |
| 2021                                                            |                                                                 |                                                                 |                                                                 | Wolfgang Wagner (chargé d'affaires)                             |
| janvier 2022                                                    |                                                                 |                                                                 |                                                                 | Thomas Schnöll (chargé d'affaires)                              |
| 16 janvier 2023                                                 |                                                                 |                                                                 |                                                                 | Wolfgang Wagner (chargé d'affaires)                             |
| 15 décembre 2021                                                | [ 5 ]                                                           | 17 septembre 2024                                               | [ JORF 18 ]                                                     | Barbara Kaudel-Jensen                                           |

## Différents sites
La délégation permanente de l'Autriche auprès de l'UNESCO se trouve 1, rue Miollis (15e arrondissement de Paris), la délégation permanente de l'Autriche auprès de l'OECD 3, rue Albéric-Magnard (16e arrondissement de Paris), la représentation permanente de l'Autriche auprès du Conseil de l'Europe 29, avenue de la Paix (Strasbourg), la section commerciale de l'ambassade d'Autriche à Paris 6, avenue Pierre-Ier-de-Serbie (16e arrondissement de Paris), le bureau de l'attaché de défense et le Forum culturel autrichien 17, avenue de Villars (7e arrondissement de Paris), l'Office national autrichien du tourisme 22, rue de Caumartin (9e arrondissement de Paris), l'Association autrichienne à Paris 10, rue de Franqueville (16e arrondissement de Paris) et le business club de l'Association autrichienne à Paris 80, boulevard Bourdon (Neuilly-sur-Seine).

## Consulats

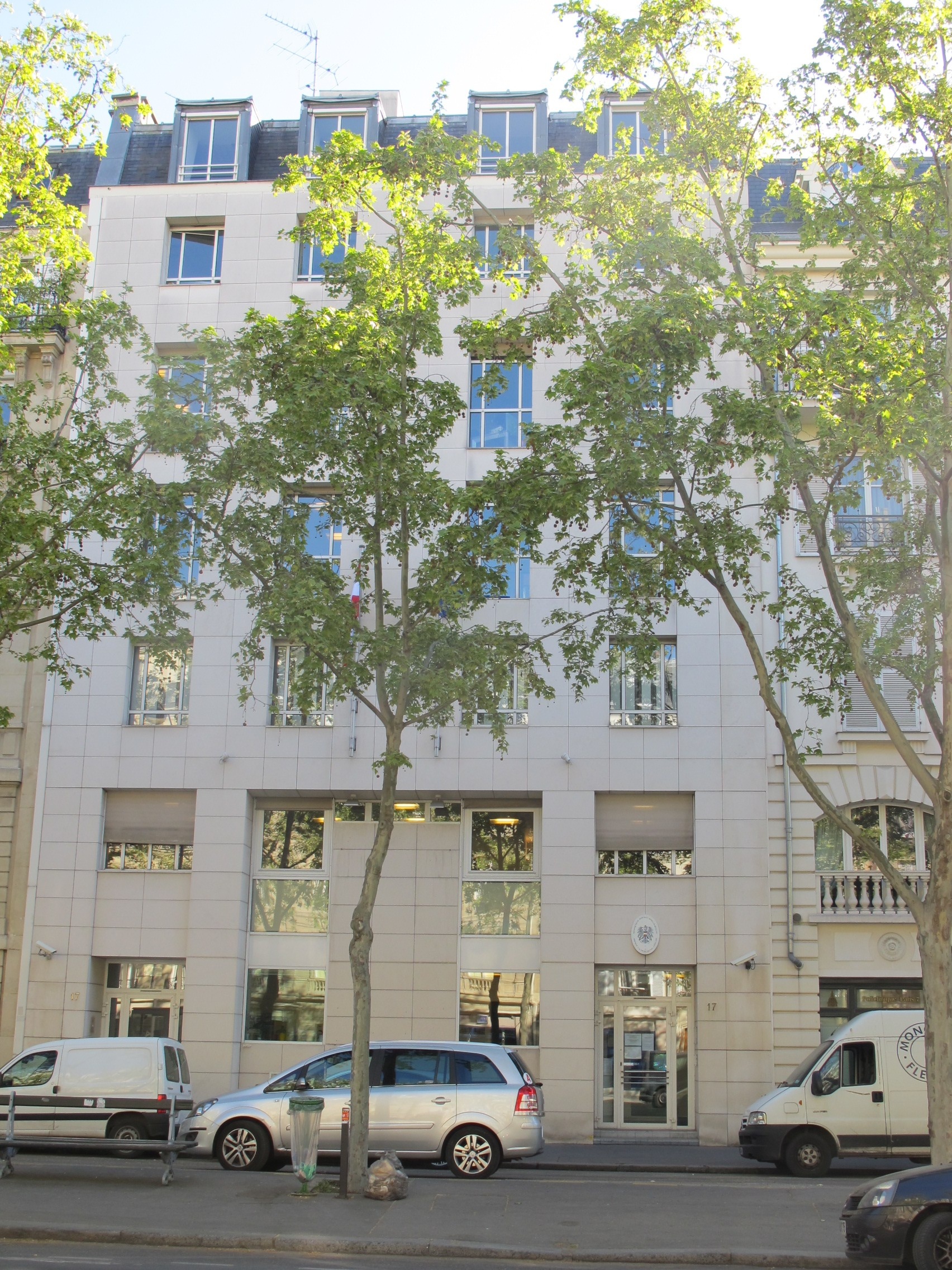
Consulat général d'Autriche, 17 avenue de Villars (Paris).

Outre la section consulaire de l'ambassade (située 17 avenue de Villars), l'Autriche possède des consulats généraux à Strasbourg (29 avenue de la Paix ; sa section commerciale se trouve 14 quai Kléber) et Marseille, et des consulats à Ajaccio, Bordeaux, Lille, Lyon, Nice, Papeete et Toulouse,.

## Délégation auprès de l'OCDE
La délégation de l'Autriche auprès de l'OCDE se trouve 3 rue Albéric-Magnard (16e arrondissement).